# Myotome

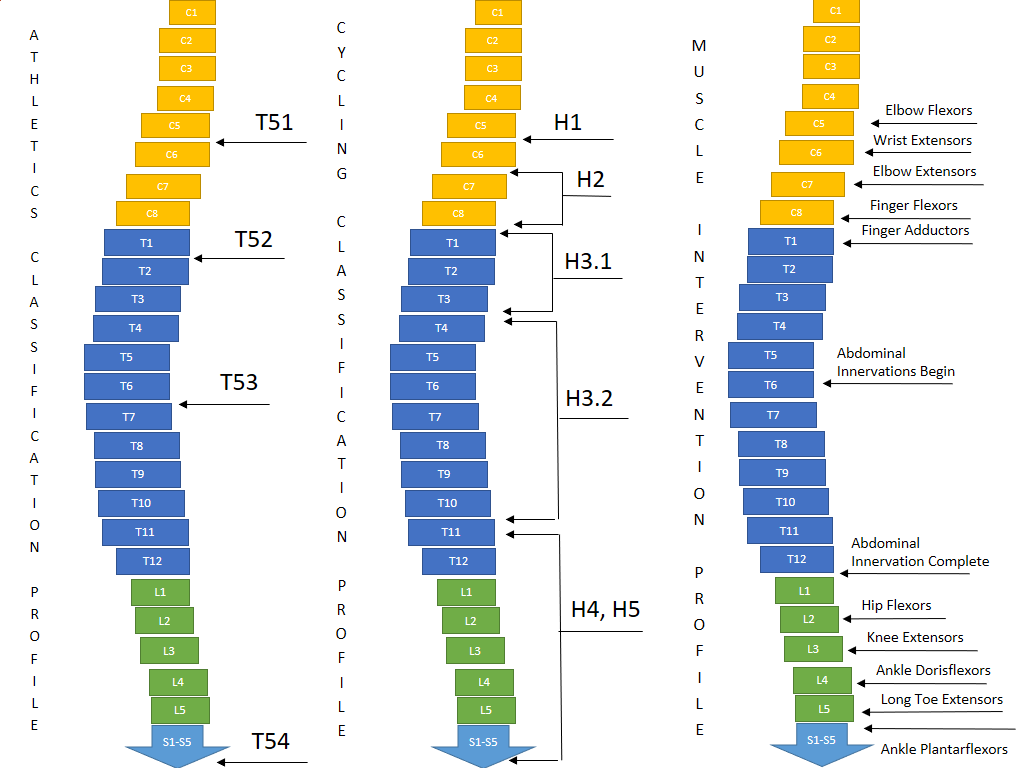
Schéma sur l'innervation spinale en lien avec les régions innervées

En anatomie, le myotome regroupe les muscles ne possédant qu'une seule innervation spinale et leur racine nerveuse. 
Dans le développement embryonnaire des vertébrés le myotome fait référence à des parties du somite, liées au développement des muscles. 

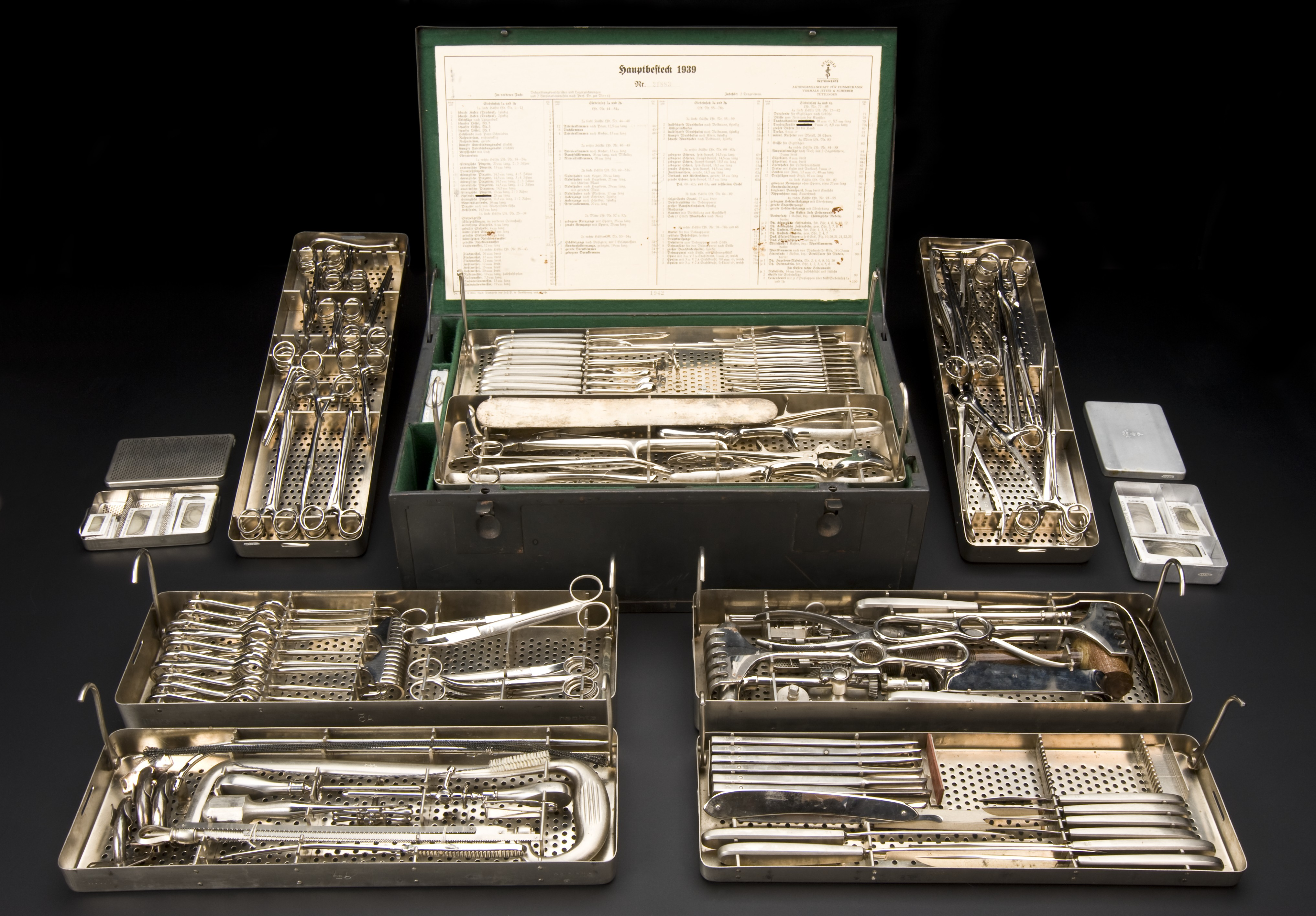
Instruments chirurgicaux variés. Ceux spécialisés dans la dissection des muscles se nomment les myotomes.

Le terme myotome peut aussi désigner un instrument chirurgical servant à inciser ou disséquer les muscles.

## Description anatomique
Chaque muscle dans le corps est relié à un ou plusieurs niveaux (segments) de la moelle épinière via les nerfs spinaux correspondant. Un groupe de muscles innervés par une seule fibre neuronale motrices issu d'une seule racine nerveuse est défini sous le terme de myotome.

### Liste des myotomes
Distributions des innervation des myotomes des membres supérieurs et inférieurs, :

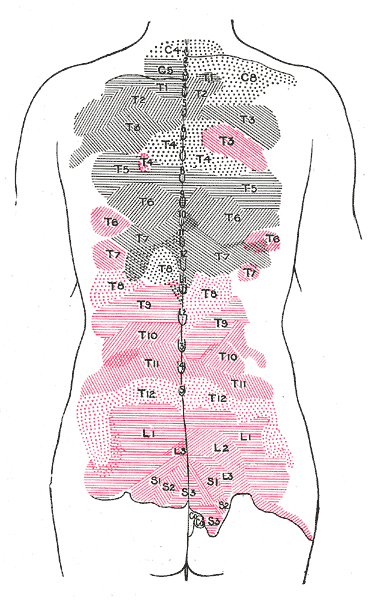
Zones de distribution des branches cutanées des divisions postérieures des nerfs spinaux. Les zones des branches médiales sont en noir, celles latérales en rouge. (H. M. Johnston)

- C1/C2: muscles pour la flexion/extension du cou
- C3: muscles pour la flexion latérale du cou
- C4: muscles pour l'élévation de l'épaule
- C5: muscles pour l'abduction de l'épaule
- C6: muscles pour la flexion du coude /extension du poignet
- C7: muscles pour l'extension du coude /flexion du poignet/ extension de doigt
- C8: muscles pour la flexion du doigt
- T1: muscles pour l'abduction du doigt /adduction du doigt
- L2: muscles pour la flexion de la hanche
- L3: muscles pour l'extension du genou
- L4: muscles pour la dorsi-flexion de la cheville
- L5: muscles pour l'extension du gros orteil
- S1: muscles pour la flexion-plantaire de la cheville /éversion de la cheville /extension de la hanche
- S2: muscles pour la flexion du genou
- S3–S4: muscles pour la contraction des sphincters anal et vésical

### Signe clinique
Chez les humains, des examens neurologiques portant sur les myotomes peuvent être réalisés. En effet comme chaque racine nerveuse provient d'une partie spécifique de la moelle épinière et innerve un groupe spécifique de muscle, le clinicien peut déterminer, par exemple, la position d'une lésion de la moelle épinière au niveau de la colonne vertébrale (au cours d'examens des myotomes, le clinicien est à la recherche d'une faiblesse musculaire d'un groupe de muscles, les résultats peuvent indiquer une lésion de la moelle épinière et des racines nerveuses, ou de hernie au niveau d'un disque intervertébral appuyant sur les racines des nerfs spinaux.

## Description embryologique

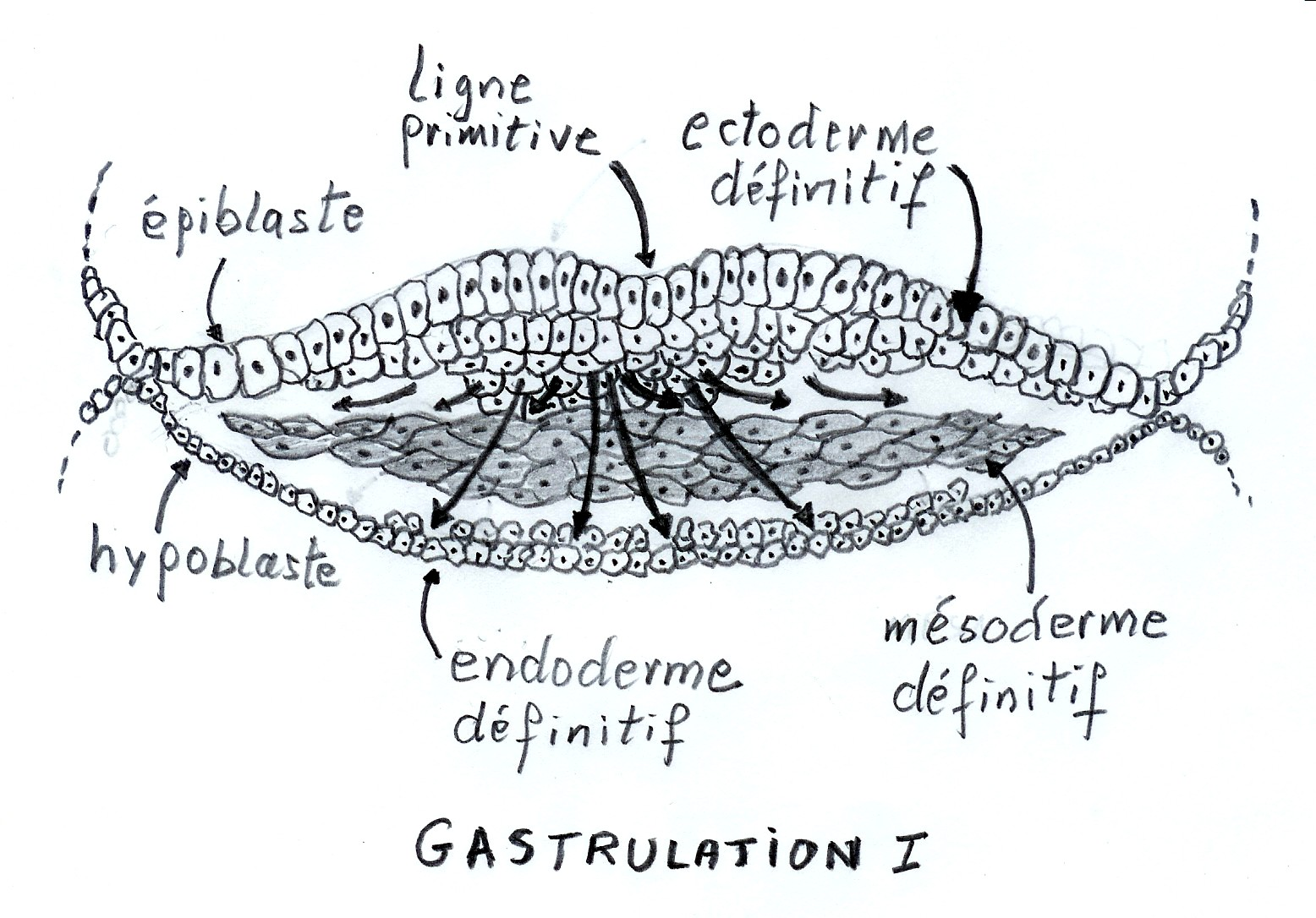

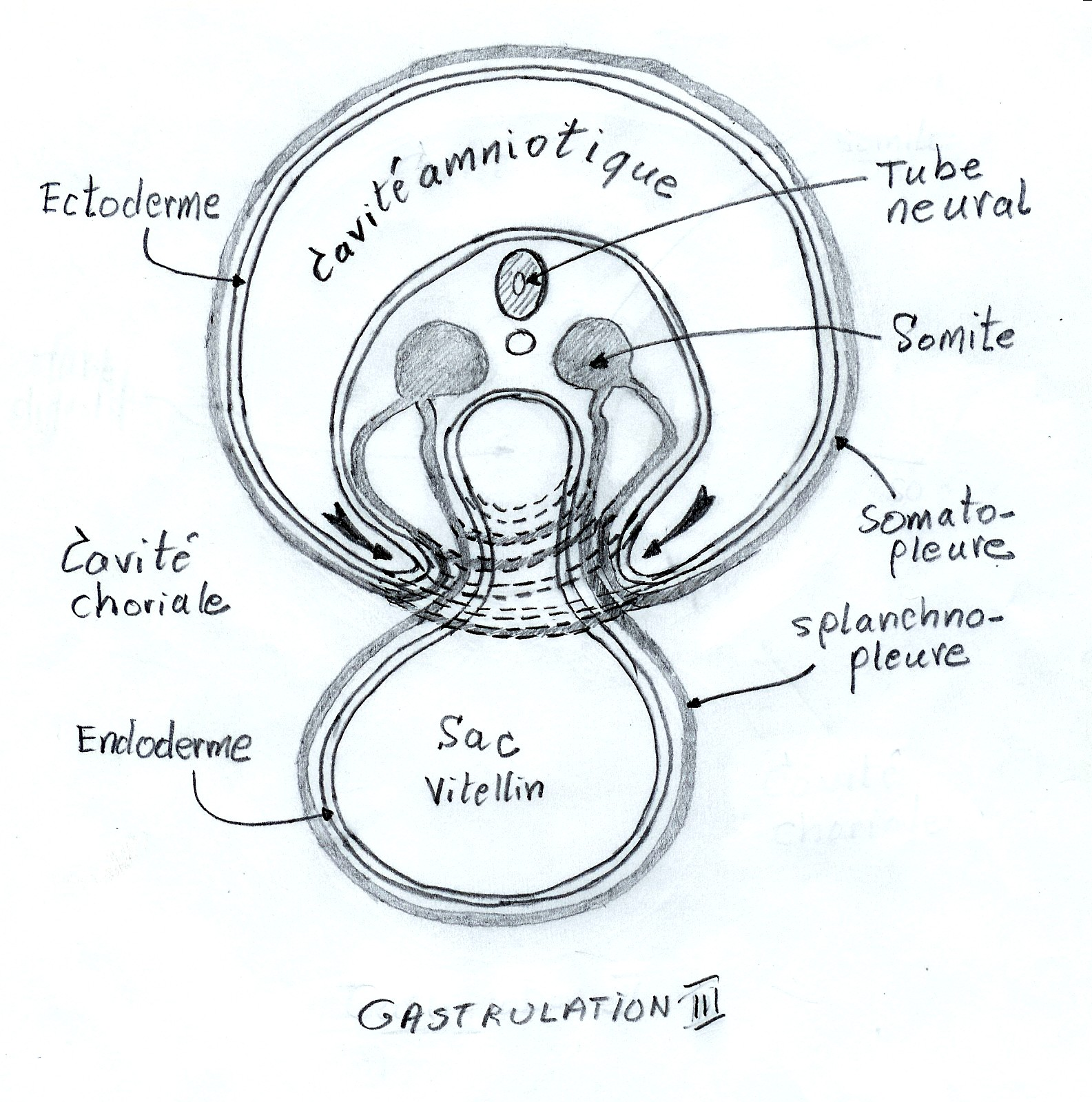

Le myotome est la partie des somites (provenant du mésoderme para-axial) qui forme les muscles de l'animal. Chaque myotome se divise en une partie épaxiale (provenant de l'épimère), à l'arrière, et une partie hypaxiale (provenant de l'hypomère) à l'avant. La masse musculaire épaxiale permettent la formation des muscles érecteurs du rachis et des petits muscles intervertébraux, et sont innervés par la ramification dorsale des nerfs spinaux des mammifères. Les myoblastes de la division hypaxiale forment tous les autres muscles.

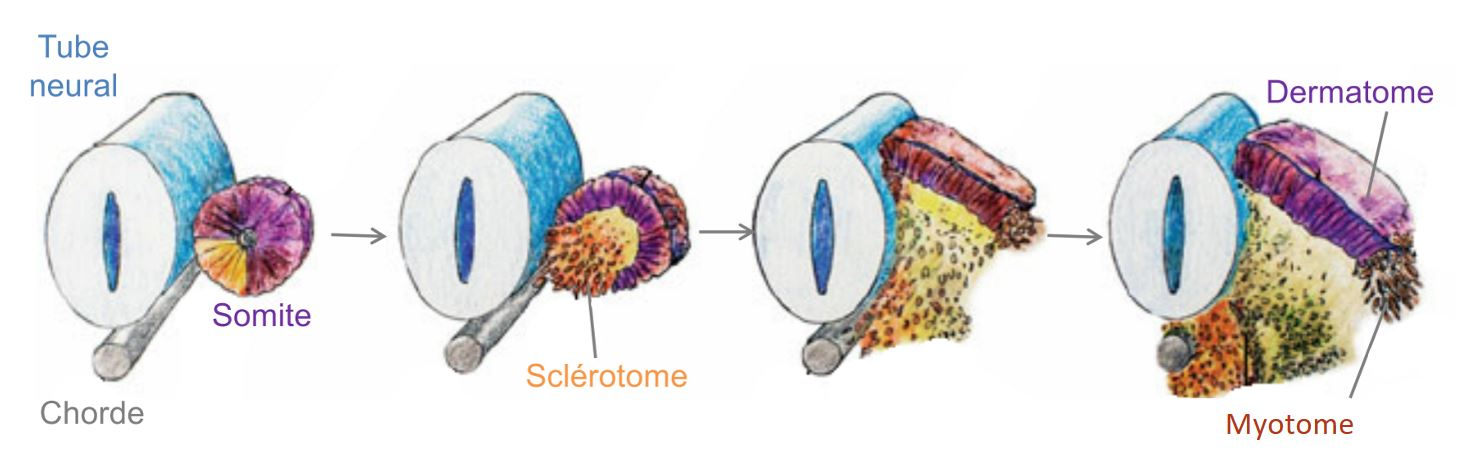

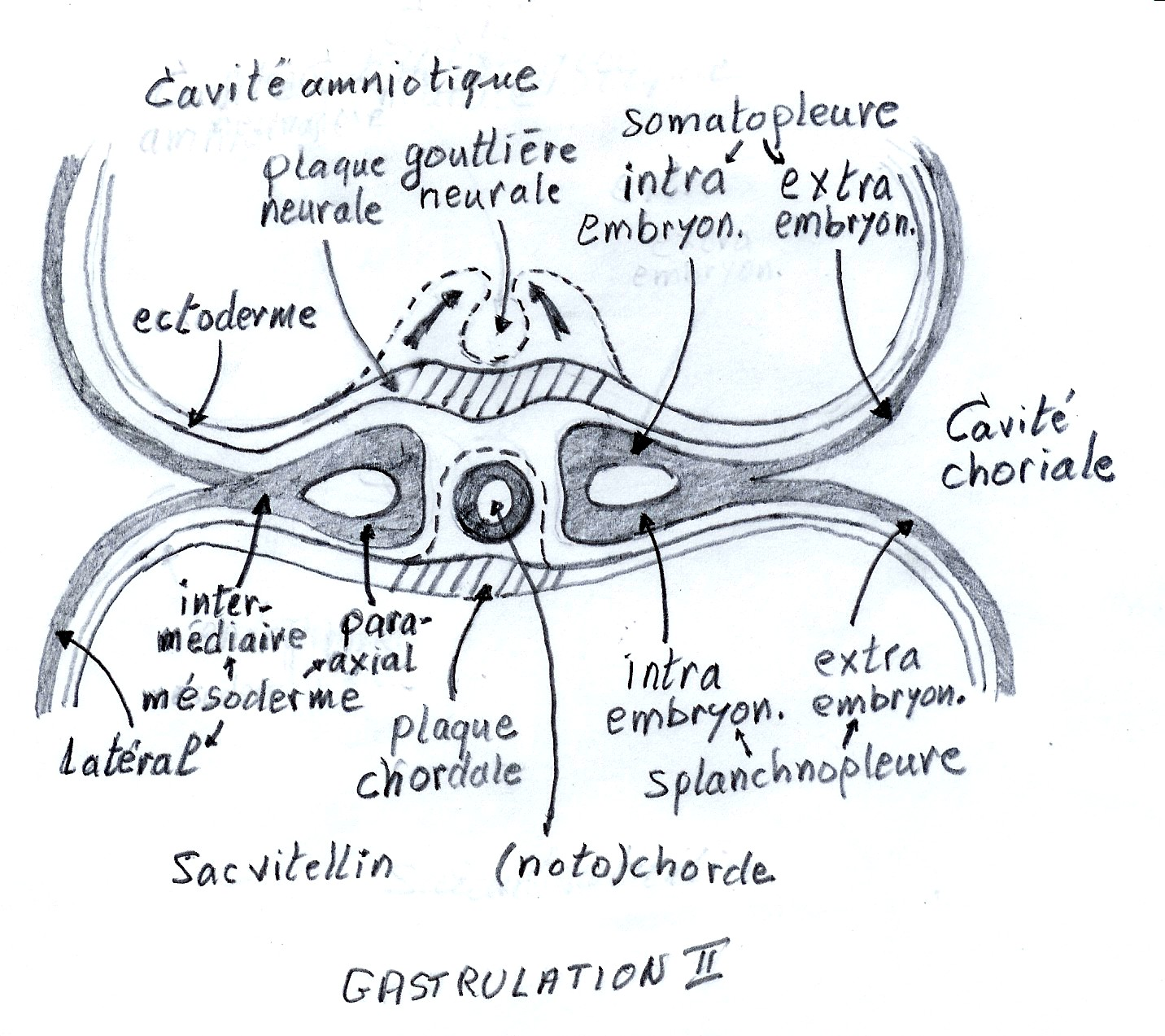

Chez les poissons, les salamandres, les céciliens et les reptiles, la musculature du corps reste segmentée comme chez l'embryon, bien qu'elle se plie souvent et se chevauche avec des masses épaxiales et hypaxiales, divisées en plusieurs groupes musculaires distincts.